# Brian Wilson (beisbolista)
Brian Patrick Wilson (16 de marzo de 1982) es un lanzador estadounidense de béisbol profesional que es agente libre de las Grandes Ligas. Anteriormente jugó con los San Francisco Giants y Los Angeles Dodgers.
Lideró la Liga Nacional en salvamentos en 2010, año en que ganó la Serie Mundial con los Gigantes, y ha participado en tres Juegos de Estrellas.

## Carrera profesional

### San Francisco Giants
Wilson fue seleccionado en la ronda 24 del draft de 2003 por los Gigantes de San Francisco. Inició su carrera en 2004 con los Hagerstown Suns de Clase A. En 2005, los Gigantes cambiaron su club afiliado y Wilson inició la temporada con los Augusta GreenJackets, para luego ser promovido a los Norwich Navigators de Clase AA y Fresno Grizzlies de Clase AAA.
En 2006, inició la temporada con los Grizzlies, pero fue llamado a Grandes Ligas el 23 de abril para reemplazar a Tyler Walker, debutando ese mismo día con los Gigantes como relevista y lanzando dos entradas con tres ponches sin permitir carreras. El 7 de junio fue asignado a Fresno para darle el lugar en la plantilla a Tim Worrell, quien regresaba de la lista de lesionados. En total, Wilson tuvo tres incursiones más en las mayores, lanzando en 31 juegos con efectividad de 5.40, 23 ponches y 21 bases por bolas.
En 2007, comenzó la temporada en las menores, y fue llamado a Grandes Ligas el 11 de agosto para tomar el lugar de Jonathan Sánchez. Posteriormente, se convirtió en el cerrador del equipo debido a la inefectividad de Brad Hennessey, y culminó la temporada con nueve salvamentos y 2.28 de efectividad en 26 juegos.
En 2008, se desempeñó como el cerrador del equipo a lo largo de la temporada. Participó en su primer Juego de Estrellas luego de registrar 25 juegos salvados durante la primera mitad de la temporada. En 63 juegos en total, tuvo marca de 3-2 con 4.62 de efectividad, 67 ponches y 28 boletos en 64 1⁄3 entradas, mientras que registró 41 salvamentos en 47 oportunidades, igualando con Brad Lidge en el segundo lugar de la liga detrás de los 44 de José Valverde.
El 5 de junio de 2009, Wilson salvó el juego que representó la victoria 300 de Randy Johnson. En 68 juegos durante el 2009, salvó 38 juegos de 45 oportunidades, tercera mejor marca junto a Ryan Franklin detrás de los 39 de Francisco Cordero y 42 de Heath Bell, mientras que registró marca de 5-6 con 2.74 de efectividad y 83 ponches.
El 25 de marzo de 2010, acordó una extensión de contrato por dos años y $15 millones. Participó en su segundo Juego de Estrellas, y finalizó la campaña como líder de la Liga Nacional con 48 salvamentos, igualando la marca histórica de los Gigantes establecida por Rod Beck. Registró además marac de 3-3 con 1.81 de efectividad y 93 ponches. En la postemporada, fue parte fundamental del equipo para ganar la Serie Mundial de 2010, donde registró el último out y salvamento del juego decisivo ante los Rangers de Texas.
En 2011, inició la temporada en la lista de lesionados, pero fue activado el 6 de abril y registró efectividad de 3.75 en sus primeros dos juegos, pero 1.26 en sus siguientes 35 apariciones, por lo que fue convocado a su tercer Juego de Estrellas. Fue colocado en la lista de lesionados el 21 de agosto debido a una inflamación en su codo derecho, y fue reactivado el 18 de septiembre. Finalizó la temporada con marca de 6-4, efectividad de 3.11 y 54 ponches, logrando salvar 36 juegos en 41 oportunidades. 
El 12 de abril de 2012, Wilson se lesionó el codo al finalizar el encuentro y se sometió a una cirugía Tommy John el 19 de abril, perdiendo el resto de la campaña y convirtiéndose en agente libre al final de la misma.

### Los Angeles Dodgers

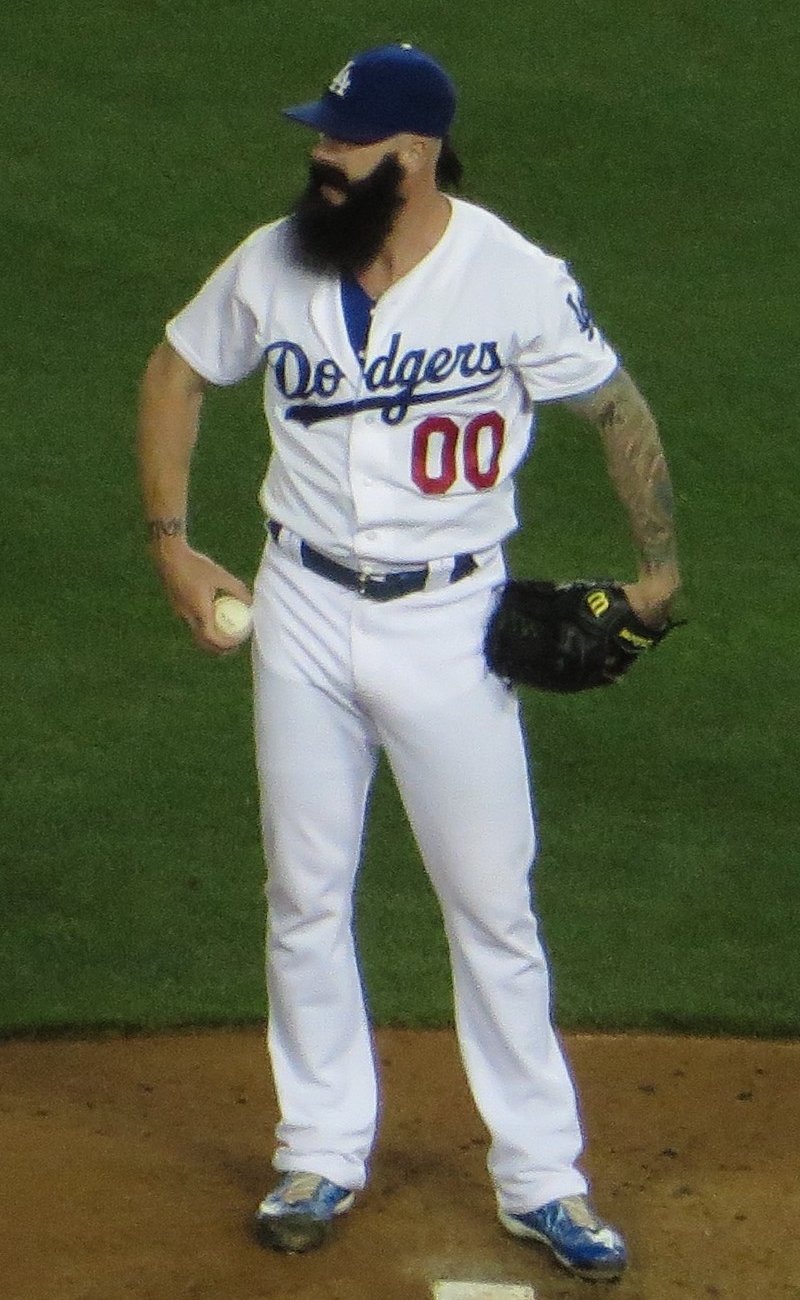
Wilson con los Dogers en 2014.

El 30 de julio de 2013, firmó un contrato con los Dodgers de Los Angeles por el resto de la temporada 2013. Debutó con el equipo el 22 de agosto ante los Marlins de Miami, y apareció en un total de 18 juegos registrando marca de 2-1 con 0.66 de efectividad. En la postemporada lanzó en tres encuentros sin permitir carreras, hasta que los Dodgers fueron eliminados en la Serie de Campeonato de la Liga Nacional ante los Cardenales de San Luis.
El 5 de diciembre de 2013, acordó una extensión de contrato con el equipo por un año y $10 millones. En 61 apariciones en la temporada 2014, registró efectividad de 4.66, por lo que el 19 de diciembre de 2014 fue liberado por los Dodgers.